# آمونیوم سریم (IV) سولفات
آمونیوم سریم(IV) سولفات (به انگلیسی: Ammonium cerium(IV) sulfate) با فرمول شیمیایی CeH۲۰N۴O۱۸S۴or (NH۴)۴Ce(SO۴)۴·2H۲Oor 2(NH۴)۲SO۴·Ce(SO۴)۲·2H۲O یک ترکیب شیمیایی است. که جرم مولی آن ۶۳۲٫۵۵۴۹۶ g/mol می‌باشد. شکل ظاهری این ترکیب، پودر یا بلورهای نارنجی و زرد است.